# 恩兌兌
恩兌兌是南非的城鎮，位於該國東北部，由夸祖魯-納塔爾省負責管轄，距離德爾班60公里，面積193.48平方公里，2001年人口9,964，人口密度每平方公里51人。